# Iwan Assen II.

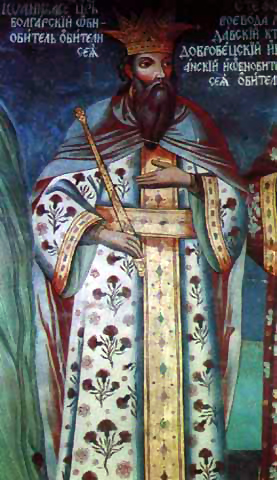
Zar Iwan Assen II., Fresko im Kloster Zografou

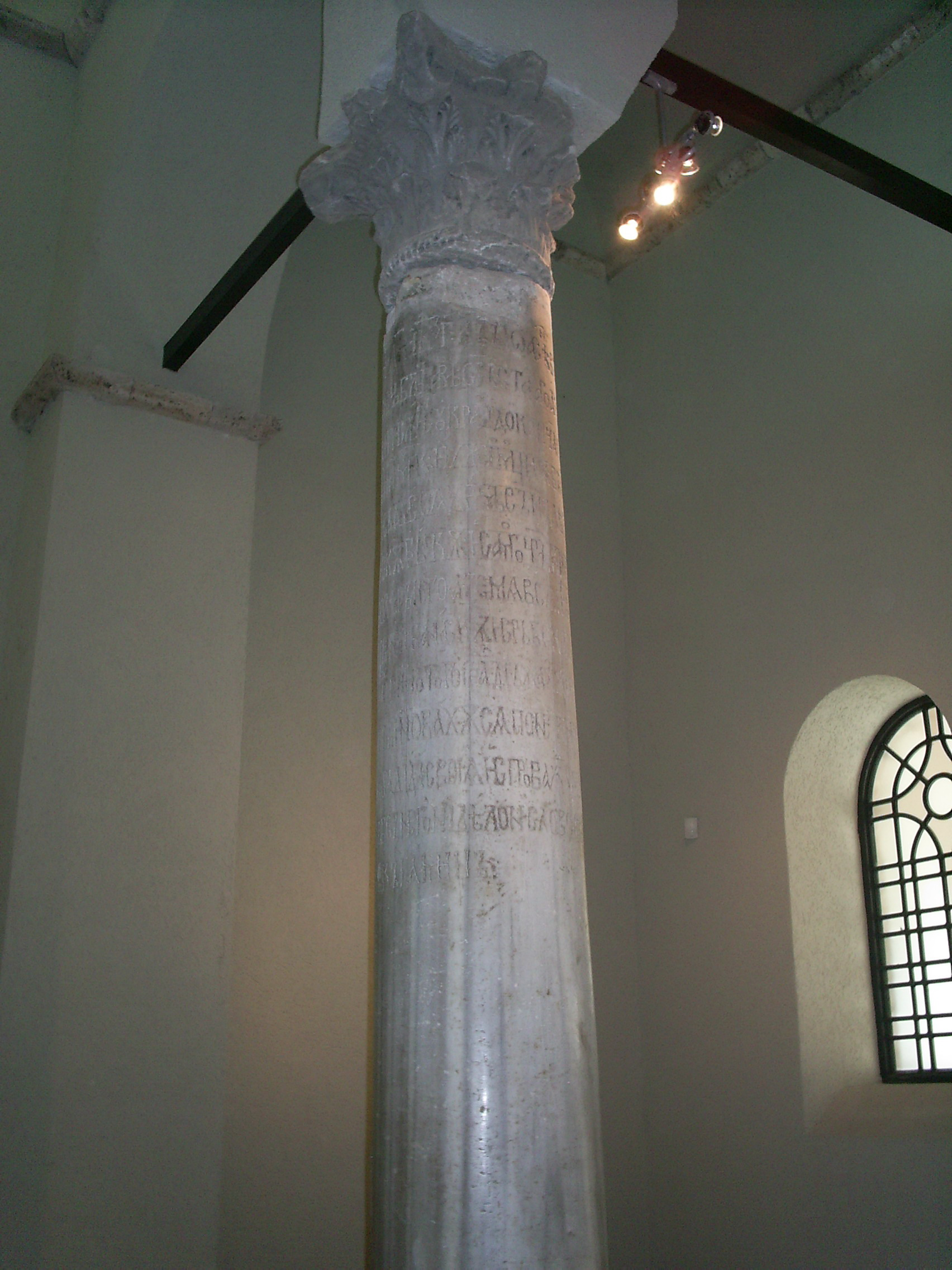
Die Siegeskolone in der Kirche Heilige 40 Märtyrer in Weliko Tarnowo.

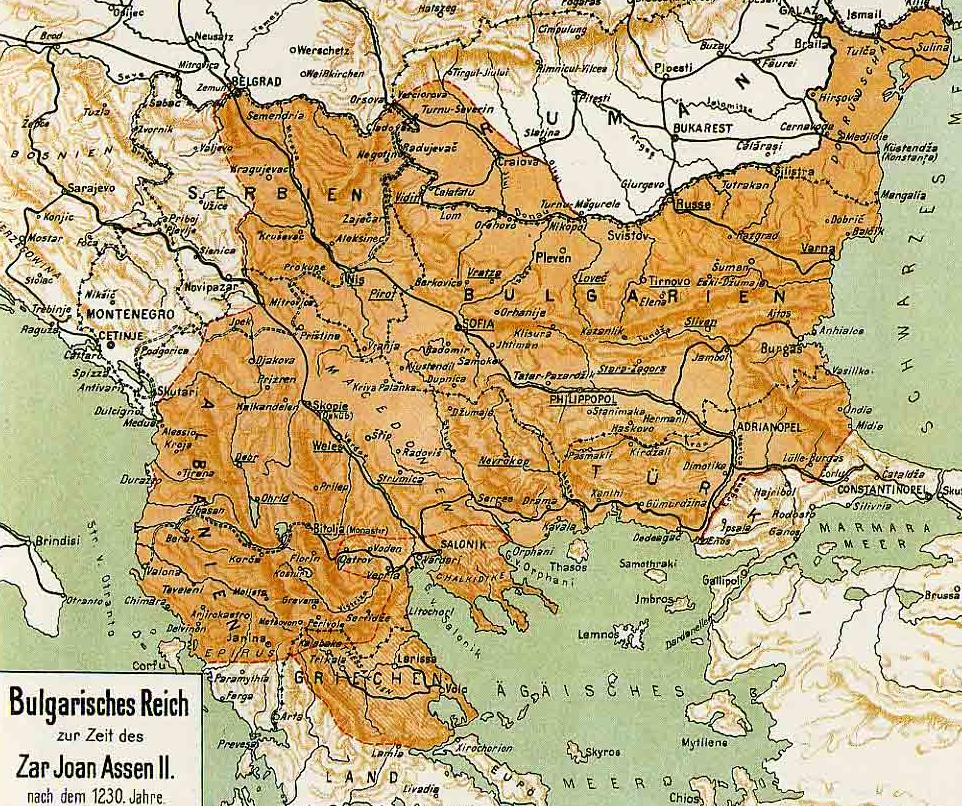
Bulgarien unter Iwan Assen II. nach der Schlacht von Klokotniza.

Iwan Assen II. (bulgarisch Иван Асен II., wissenschaftliche Transliteration Ivan Asen, auch Johannes Assen II.; † 24. Juni 1241) war zwischen 1218 und 1241 Zar des Zweiten Bulgarischen Reiches. Iwan Assen II. gehörte dem einflussreichen bulgarischen Herrschaftshaus Assen an.

## Leben
Iwan Assen II. war der Sohn des bulgarischen Zaren Iwan Assen I. (1186–1196), der zusammen mit seinen Brüdern Theodor Peter (1196–1197) und Kalojan (1197–1207) das Zweite Bulgarische Reich gründete. Seine Mutter Elena war eine Tochter des serbischen Zaren Stefan Nemanja. Getauft wurde Iwan Assen II. als Dragan, nahm aber später den Titularnamen Iwan an, was im byzantinischen Kulturkreis häufig vorkam.
Mit russischer Hilfe verdrängte Iwan erst 1218 den Usurpator Boril (1207–1218) vom Thron und heiratete Maria, die Tochter des ungarischen Königs Andreas II. Unter Iwans Herrschaft erlebte das Zweite Bulgarische Reich (1186–1396) die größte Blüte und Ausdehnung, vergleichbar in der Geschichte Bulgariens nur mit jener unter den Zaren Simeon der Große oder Samuel im Ersten Bulgarischen Reich (678–1018). Das Bulgarische Reich reichte vom Schwarzen Meer bis zur Ägäis und Adria, es stieg zur stärksten Macht auf dem Balkan auf.
Nach der Eroberung Konstantinopels durch die Kreuzfahrer im Jahre 1204 hatte schon Kalojan auf die vakante Kaiserkrone gehofft und war mit dem Papst eine Kirchenunion eingegangen, mit der Errichtung des Lateinischen Kaiserreiches jedoch enttäuscht worden. Dennoch bemühte sich auch Iwan um die Gunst der Lateiner und die Krone des Papstes und bot seine Tochter Helena dem lateinischen Kaiser Balduin zur Frau. Die Ablehnung machte Iwan zum erbitterten Feind der Lateiner, aber auch zum Rivalen des westgriechischen Kaisers Theodor Komnenos Dukas. Vom Despotat Epirus aus hatte dieser eine byzantinische Restaurationspolitik betrieben – zunächst als Schwiegersohn Iwan Assens im Bündnis mit dem bulgarischen Zaren, nach der Eroberung Thessalonikis 1224 dann aber gegen ihn. Am 9. März 1230 wurde er von Iwan in der Schlacht von Klokotniza geschlagen, gefangen genommen, geblendet und als Vasall nach Thessaloniki zurückgeschickt.
Als Zeichen seines Sieges ließ Iwan Assen die Kirche Heilige 40 Märtyrer in seiner Hauptstadt Weliko Tarnowo erbauen. In ihr ließ er eine Kolone aus Marmor einbauen, in der eine Inschrift, die noch heute zu sehen ist, gemeißelt wurde. Die Inschrift lautet:

„Im Jahre 1230 ließ ich, Iwan Assen, der in Christus dem Herrn fromme Zar und Selbstherrscher der Bulgaren, Sohn des Alten Assen, diese allerheiligste Kirche von den Grundmauern aus aufbauen und mit Malereien ausschmücken zu Ehren der Heiligen Vierzig Märtyrer, mit deren Hilfe ich im zwölften Jahr meiner Regierung in den Kampf in Thrakien zog, das griechische Heer vernichtete und selbst den griechischen Zaren Theodoros Komnenos mit allen seinen Bojaren gefangen nahm. Ich eroberte alle Länder von Adrianopel bis Durazzo – das griechische, albanische und serbische Land. Die Franken behielten nur die Städte um Konstantinopel und diese Stadt selbst, fügten sich der Obrigkeit meiner Macht, da sie selbst keinen anderen Zaren außer mir hatten, und Dank mir ihre Tage verbrachten, denn so befahl es Gott, weil ohne Ihn weder ein Wort noch eine Tat vollbracht wird. Ihn sei Ehre in alle Ewigkeit! Amen.“

## Die Zeit nach der Schlacht von Klokotniza
Fast alle Gebiete Theodors (Makedonien, Albanien, Belgrad/Branicevo) fielen an Iwan, allein in Südepirus selbst konnte sich Theodors Neffe Michael II. Angelos behaupten. Iwan schonte die neu gewonnenen Gebiete und überließ ihnen eigene Lokalverwaltungen.
In dieser Zeit suchte das Reich von Nikäa die bulgarische Hilfe gegen die anrückenden Mongolen auf. Es wurde ein Bündnis geschlossen und durch dynastische Heiraten abgesichert: Der ostgriechische Kaiser Theodor II. Laskaris von Nikäa erhielt 1232 Iwans Tochter Helena zur Frau und eine vereinte nikäisch-bulgarische Armee belagerte 1235 die Lateiner in Konstantinopel.
Iwan Assen II. begründete 1235 das bulgarische Patriarchat, das noch im selben Jahr auf dem Kirchenkonzil von Lampsakos von den orthodoxen Kirchen bestätigt wurde. Dabei löste sich die Bulgarisch-Orthodoxe Kirche wie bereits 927 unter Zar Simeon I. zum zweiten Mal vom Ökumenischen Patriarchat von Konstantinopel ab. Zum neuen bulgarischen Patriarchen wurde der Erzbischof von Tarnowo, Ioakim I. geweiht.
Kurzzeitig wechselte Iwan Assen nochmals die Fronten, als er sich 1236 wieder mit der katholischen Kirche verbündete und die Lateiner mit bulgarischen Truppen im Kampf gegen Nikäa unterstützte. Doch nachdem 1237 eine Epidemie seiner Frau Maria, seinem Sohn und seinem Patriarchen das Leben kostete, sah Iwan Assen darin ein Gotteszeichen, das Bündnis mit dem griechisch-orthodoxen Christentum und dem Kaiser von Nikäa zu erneuern. Unter dem Vorwurf der Kirchenspaltung rief Papst Gregor IX. 1238 den Kreuzzug gegen den Bulgarenzaren aus. Als zweite Frau nahm Iwan Assen Irene – die Tochter seines blinden Vasallen Theodor von Thessaloniki.
Durch die Vermählung seiner anderen Tochter Beloslava mit dem serbischen Fürsten Stefan Vladislav band Iwan auch Serbien (Raszien) an sich, Vladislav wurde jedoch nach dem Tod seines Schwiegervaters gestürzt. Als Unterstützung gegen die Mongolen und gegen die Ungarn (die mehrfach eine Bedrohung für Belgrad und Widin stellten) holte Iwan Assen die Kumanen ins Land. 1241 aber unterlag er einer mongolischen Vorausabteilung und starb kurz darauf, noch ehe der „Tatarensturm“ 1242 sein Reich zerstörte. Ungarn, Nikäa und Serbien rissen weitere Teile Bulgariens an sich.
Bulgarische Historiker sind angesichts des von Iwan Assen betonten byzantinischen Erbes kritisch. Der daraus abgeleitete Weltherrschaftsanspruch überforderte, vergeudete und ruinierte letztlich die Kräfte Bulgariens, dem orthodoxen Christentum der Oberschicht liefen weite Teile des einfachen Volkes davon und zur Sekte der Bogomilen über.

## Familie
Iwan Assen II. war insgesamt dreimal verheiratet.
1. Iwan Assen ⚭ Anna
  1. Marija ⚭ 1225 Manuel Angelos, Vasal und Despot von Thessaloniki
  2. Beloslawa ⚭ nach 1285 Stefan Vladislav, König von Raszien
2. Iwan Assen ⚭ 1221 Maria († 1237) von Ungarn, Tochter des Königs Andreas II. von Ungarn
  1. Elena Assenina von Bulgarien (1224–1254) ⚭ 1235 Theodor II. Dukas Laskaris
  2. Tamara (* nach 1230)
  3. Kaliman I. (1234–1246), Zar von Bulgarien (1241–1246)
3. Iwan Assen ⚭ 1237/38 Irene Angelina, Tochter des Kaisers Theodoros I. Angelos Komnenos Dukas
  1. Michael II. Assen (* ca. 1238–1256), Zar von Bulgarien (1246–1256)
  2. Teodora-Anna ⚭ Sebastokrator Pjotr
  3. Marija ⚭ Bojaren Mizo Assen
    1. Iwan Assen III. (1259/1260–1303) Mitso, Zar von Bulgarien (1279–1280)
    2. Kira-Marija ⚭ Georgi I. Terter († nach 1304), Zar von Bulgarien (1280–1292)